# Philippe Haezebrouck
Pas d'image ? Cliquez ici

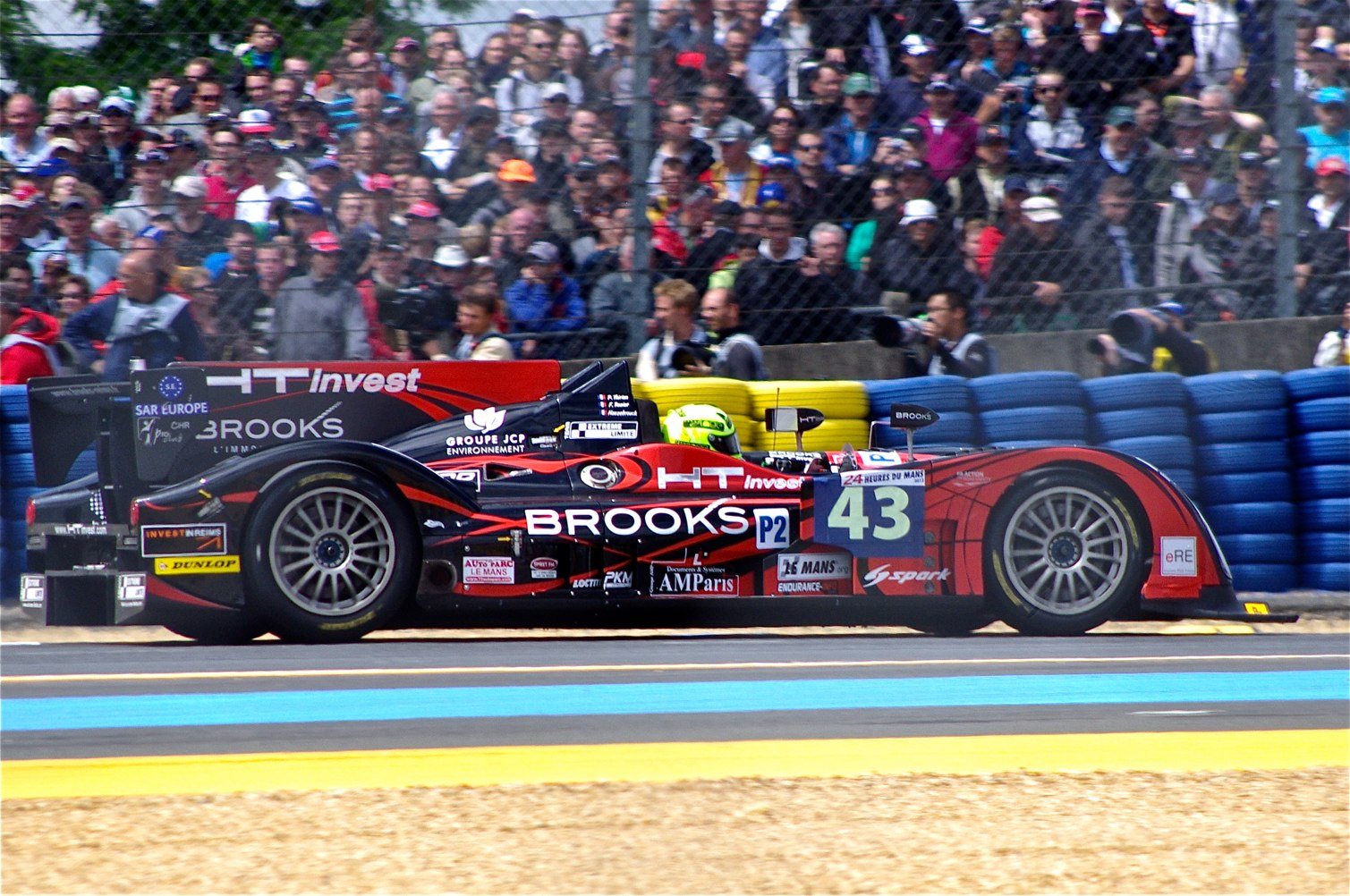
Véhicule de course conduit par Philippe Hazebrouck

Philippe Haezebrouck, né le 7 novembre 1954 à Reims est un pilote automobile français. Il compte notamment cinq participations aux 24 Heures du Mans entre 2001 et 2013.

## Carrière
En 2012, il dispute les 24 Heures du Mans pour la quatrième fois. À bord de la Norma M200P d'Extrême Limite engagée en catégorie LMP2, il termine la course à la vingt-neuvième place du classement général.
En octobre 2016, alors qu'il participe à la saison de championnat VdeV avec l'équipe CD Sport, il crée sa propre écurie : Brooks Racing. En novembre, il est annoncé pour piloter Ligier JS P3 d'Inter Europol Competition à Estoril.

## Résultats aux 24 Heures du Mans
Résultats détaillés de Philippe Haezebrouck au 24 Heures du Mans,, :
| Année | Équipe                  | Coéquipiers                         | Voiture                  | Classe | Tours | Pos. | Pos. cat. |
| ----- | ----------------------- | ----------------------------------- | ------------------------ | ------ | ----- | ---- | --------- |
| 2001  | Freisinger Motorsport   | Romain Dumas Gunnar Jeannette       | Porsche 911 GT3 RS (996) | GT     | 282   | 7e   | 2e        |
| 2005  | Pir Compétition         | Pierre Bruneau Marc Rostan          | Pilbeam MP93-JPX         | LMP2   | 32    | Abd. | Abd.      |
| 2011  | Extrême Limite AM Paris | Fabien Rosier Jean-René de Fournoux | Norma MP200P-Judd        | LMP2   | 247   | Nc.  | Nc.       |
| 2012  | Extrême Limite ARIC     | Fabien Rosier Philippe Thirion      | Norma MP200P-Judd        | LMP2   | 308   | 29e  | 12e       |
| 2013  | Gulf Racing Middle East | Fabien Giroix Keiko Ihara           | Lola B12/80-Nissan       | LMP2   | 22    | Abd. | Abd.      |